# San Marcos, Teopisca
San Marcos är en ort i Mexiko.   Den ligger i kommunen Teopisca och delstaten Chiapas, i den sydöstra delen av landet, 800 km öster om huvudstaden Mexico City. San Marcos ligger 2 163 meter över havet och antalet invånare är 127.
Terrängen runt San Marcos är kuperad åt nordost, men åt sydväst är den bergig. Runt San Marcos är det ganska tätbefolkat, med 104 invånare per kvadratkilometer. Närmaste större samhälle är San Cristóbal de las Casas, 19,7 km nordväst om San Marcos. I omgivningarna runt San Marcos växer huvudsakligen savannskog.